# درب آستانه (لرستان)
درب آستانه یک روستا در ایران است که در دهستان حشمت‌آباد واقع شده‌است. درب آستانه ۲۴۲ نفر جمعیت دارد.مردم ساکن این روستا قدمتی به درازای تاریخ دارند طایفه خادمی از انشعابات فولادوند..= به لری(شامسیرخونی)فارسی(شاه منصوری)هستند واسطه اتصال این خاندان حاجی محمد فولادوند است.فامیلی این طایفه خادمی برگرفته از خدمت این مرمان به امامزاده عبدالله اکبر. یا شاپیروالی‌‌ می باشد که در زمان حیات خود والی سرحدات مربوطه بوده.گویش آنان لری بختیاری و مذهبشان شیعه دوازده امامی است. این روستا هیچ گونه خان یا خانزاده ایی نداشته و به واسطه کدخداگرایی و بزرگ گرایی اداره شده است .